# 智取威虎山

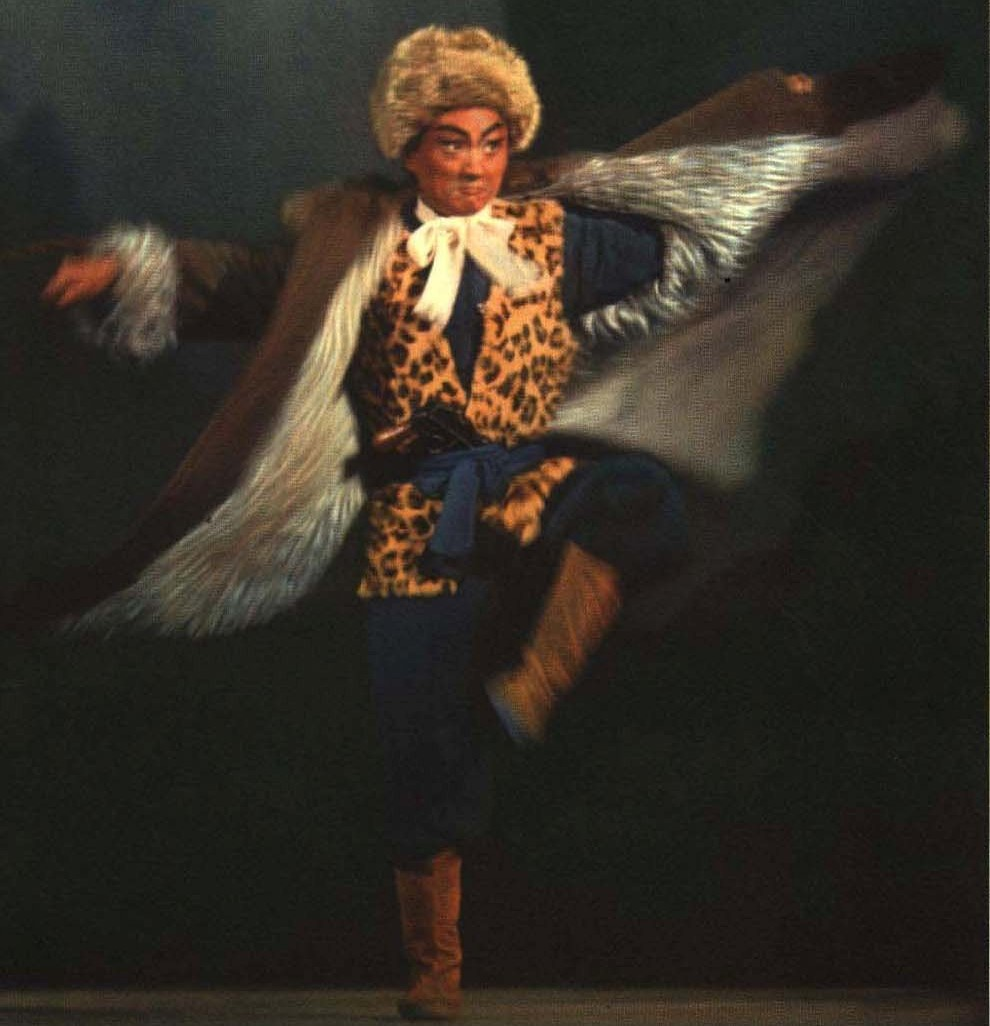
1967年智取威虎山

智取威虎山是中国在20世纪文化大革命期间的一个京剧剧目，被列为样板戏、红色经典之一。

## 历史
第二次国共内战时期，整个中国东北除了长春、沈阳、锦州等几座大城市外全被中共领导的解放军控制。但在山林中有部分和共产党对抗的武装力量活动。解放军遂派出小股的部队进剿。
亲身参加东北剿匪的曲波写作了小说《林海雪原》。1958年北京人民艺术剧院排出了话剧版《智取威虎山》。中国京剧院一团演出《林海雪原》，范钧宏根据曲波同名小说中“奇袭奶头山”一段故事改编，郑亦秋导演。李少春（少剑波）、袁世海（刘勋苍）等演出。同年，上海京剧院演出《智取威虎山》，北京京剧院演出《智擒惯匪坐山雕》。由谭元寿、马长礼（谭、马后来参加《沙家浜》的演出）、小王玉蓉等主演。另外中国戏曲学校实验剧团和辽源京剧团等也有相应剧目。后来上海京剧院的版本为主要版本。1965年进行了较大改动，演员：贺梦梨、童祥苓（饰杨子荣）；沈金波（饰少剑波）、季正其、施正泉（饰李勇奇）；贺永华（饰座山雕），江青提出许多具体改动意见，于会泳也改动了一些乐曲。1968年舞台艺术影片《智取威虎山》是样板戏中的第一部电影，江青在拍摄中提出许多具体意见，导演谢铁骊。1969年10月1日《智取威虎山》正式定稿。在《红旗》杂志、《人民日报》、《解放军报》同时发表。

## 故事情节

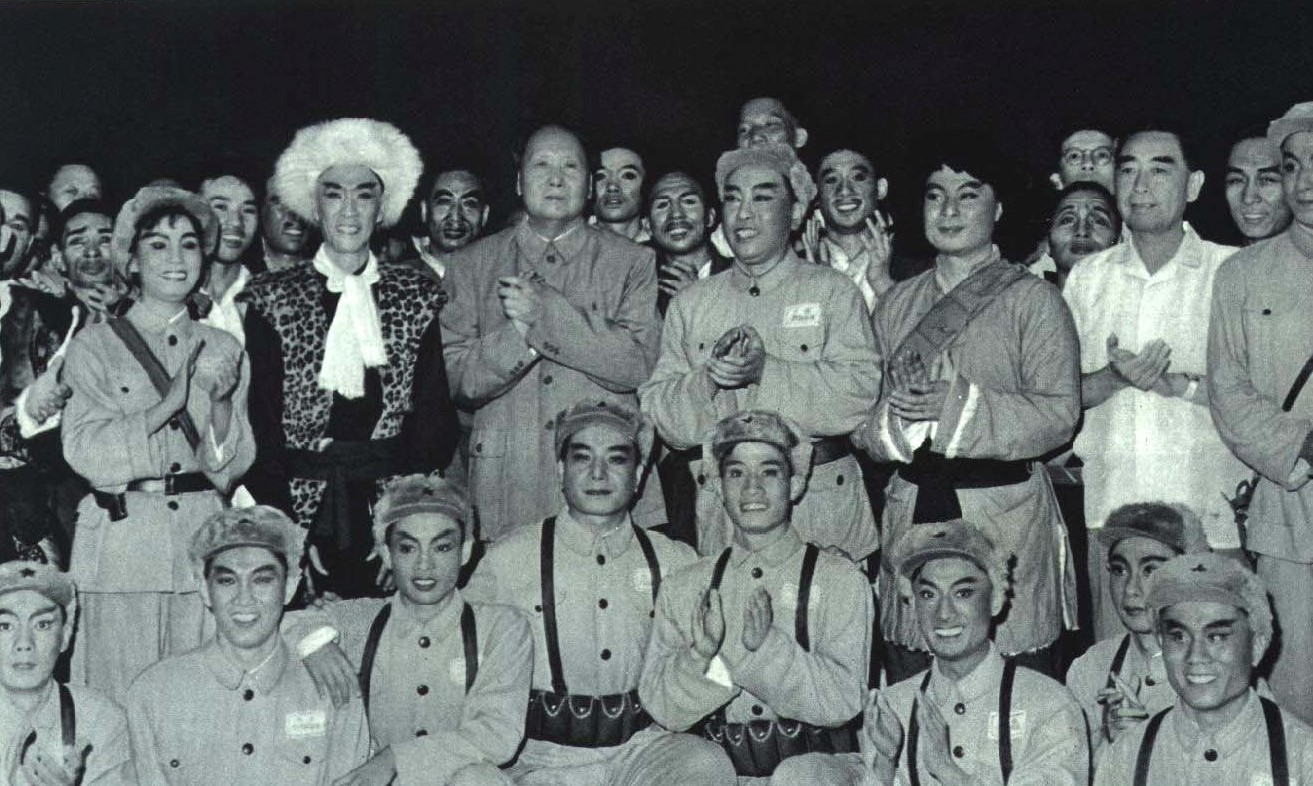
1964年 毛泽东与智取威虎山表演剧组

1946年冬季，解放战争初期，东北牡丹江一带。解放军某部团参谋长少剑波率领三十六人的追剿队，在击破奶头山之后，乘胜进军，准备消灭「座山雕」匪帮。侦察排长杨子荣得知座山雕逃回威虎山，向少剑波汇报。少剑波下令继续向前方侦察，到黑龙沟会合。
座山雕匪帮在回威虎山途中，一路洗劫，又来到夹皮沟烧杀抢掠，强掳青壮男女上山修筑工事。李勇奇深受大害，儿子被匪徒摔死，妻子被座山雕枪杀。李勇奇极力反抗，但寡不敌众，被匪掳走。杨子荣等四人沿途侦察，访问了躲藏在深山的常猎户父女。常猎户的女儿常宝闻知杨子荣是中国人民解放军，进山剿匪，为民除害，她怀着深仇大恨，控诉了座山雕的滔天罪行。
杨子荣在常猎户父女的帮助下，得悉威虎山的山路和土匪的野狼嗥的行踪。杨子荣从一撮毛身上获得了载有土匪秘密联络地点的“联络图”，胜利归来，并侦知此图为座山雕垂涎已久。杨子荣又审讯了栾平，核实了“联络图”的情况。由于威虎山工事复杂，不宜强攻，大家都认为只能智取。杨子荣自请改扮土匪胡彪，假借献图，打入威虎山。杨子荣来到匪窟威虎厅，通過座山雕的种种试探，并把“联络图”献给了座山雕，取得了初步信任。座山雕“封”杨子荣为威虎山的“老九”和“上校团副”。夹皮沟群众饥寒交迫。李勇奇冒死逃出匪窟，转回家来，母子相逢，悲喜交集。少剑波率追剿队进驻夹皮沟，当地人民因久遭匪患，不明真相，加以敌视。少剑波对李勇奇母子耐心宣传党的政策，解除疑虑，表示全力支援解放军，消灭座山雕匪帮。
座山雕对杨子荣深存戒心，满腹狐疑，设下毒计，再一次进行试探。杨子荣深入敌人心脏，又一次通過了座山雕的试探，将搜集到的情报送下山冈。孙达得及时取回杨子荣的情报。这时押运犯人的小米车二道河被土匪炸毁，野狼嗥炸死，栾平逃走。少剑波考虑到栾平若逃往威虎山，将破坏整个歼敌大计，便下令急速出兵。追剿队由李勇奇带路，迎着风雪，翻山越岭，滑雪疾进。栾平突然逃到威虎山，他在座山雕面前指认杨子荣。杨子荣在这生死成败关头，发挥了革命军人的大智大勇，战胜了栾平，并將顽匪置于死地。在“百鸡宴”上，杨子荣把座山雕與一干匪徒灌醉，追剿队及时赶到，全歼匪众，无一漏网，贏得勝利。

## 场次
第一场：乘胜进军；
第二场：夹皮沟遭劫；
第三场：深山问苦；
第四场：定计；
第五场：打虎上山；
第六场：打进匪窟；
第七场：发动群众；
第八场：计送情报；
第九场：急速出兵；
第十场：会师百鸡宴。

### 电影版主要演员（含樂隊）
- 童祥苓.... 杨子荣
- 沈金波.... 少剑波(参谋长)
- 施正泉.... 李勇奇
- 齐淑芳.... 常宝
- 张佑福.... 常猎户
- 王梦云.... 李母
- 贺永华.... 座山雕
- 孙正阳.... 栾平
- 張鑫海.... 鼓師
- 蔣阿炳.... 琴師

### 流行唱段
- 这一带常有匪出没往返
- 只盼着深山出太阳
- 管叫山河换新装
- 誓把那反动派一扫光
- 把剥削根子全拔掉
- 越是艰险越向前
- 迎来春色换人间
- 甘洒热血写春秋
- 这些兵急人难
- 我们是工农子弟兵
- 自己的队伍来到面前
- 春雷一声天地动
- 胸有朝阳
- 等到那百鸡宴痛歼顽匪凯歌扬
- 坚决要求上战场
- 心潮难平
- 飞速前进
- 除夕夜

土匪对黑话（如“天王盖地虎”“宝塔镇河妖”）也很有名。

### 相关人物
- 编剧：陶雄、李桐森、黄正勤、曹寿春、申阳生（执笔）
- 导演：陶雄为主，协助（李仲林、李桐森）
- 乐队成员：王燮元、赵济羹等
- 舞台美术设计：幸熙、周凡等
- 主要演员：李仲林（饰杨子荣）、纪玉良（饰少剑波）、王正屏（饰李勇奇）、贺永华（饰座山雕）等
- 江青：文革后作為“四人帮”一员被捕入狱。
- 曲波：在文化大革命时期被扣上「走資派」、「修正主義分子」、「文藝黑線急先鋒」、「牛鬼蛇神」4頂帽子批鬥。他即将发行的小說《桥隆飙》，江青讀後結論為大毒草，就地銷毀。[2]
- 童祥苓：文革中因他的姐姐童芷苓曾给国民政府高官戴笠唱过堂会受到牵连。文革后因样板戏受到冲击，在上海开了一家面馆[來源請求]。后来红色经典再次流行又演出了若干次。
- 齐淑芳：1988年上海京剧院赴美国演出，演出之后齐等30多团员滞留美国拒绝回中国。齐淑芳在美国创办京剧团体。
- 畢福劍：2015年4月因為在飯桌上唱《智取威虎山》的《我们是工农子弟兵》选段時攻擊中共、中国人民解放军與毛澤東，引發熱議。

## 其他艺术形式
- 小说《林海雪原》
- 电影《林海雪原》
- 电视连续剧《林海雪原》（多个版本）
- 彩色舞台艺术影片《革命现代京剧智取威虎山》
- 多次各种邮票以此为主题。
- 多种小人书以此为主题。
- 1958年夏上海京剧院一团创演《智取威虎山》
- 北京京剧团《智擒惯匪座山雕》
- 北京人民艺术剧院话剧《智取威虎山》
- 1996年屏風表演班舞台劇《京戲啟示錄》，節錄《智取威虎山》(乘勝進軍、急速出兵)部分場景與對白
- 2014年徐克执导的中国3D电影《智取威虎山3D》
- 2018年文伟鸿监制的TVB与爱奇艺合拍网剧《智取威虎山》，主演：温兆伦 饰演 杨子荣、林峰 饰演 少剑波、罗嘉良 饰演 座山雕、唐诗咏 饰演 白茹

## 图像

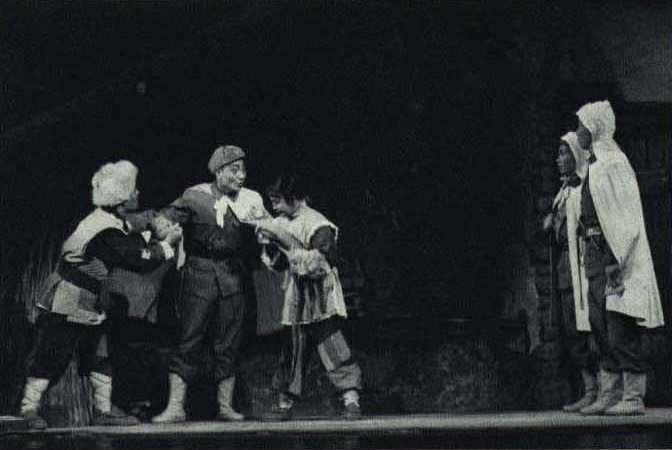
1967年智取威虎山
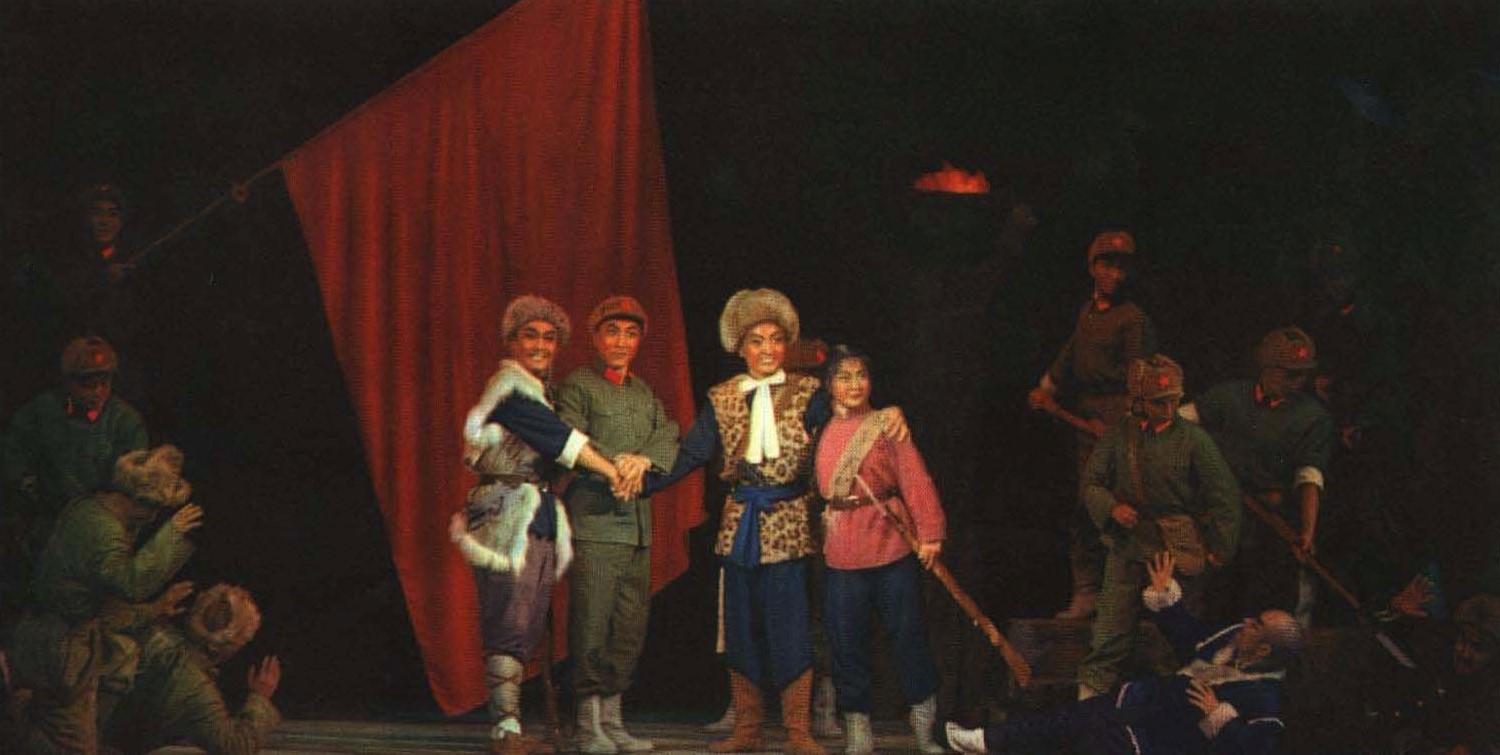
1967年智取威虎山
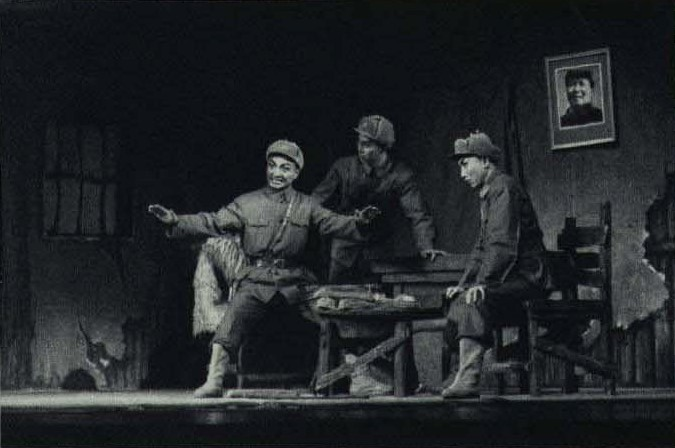
1967年智取威虎山
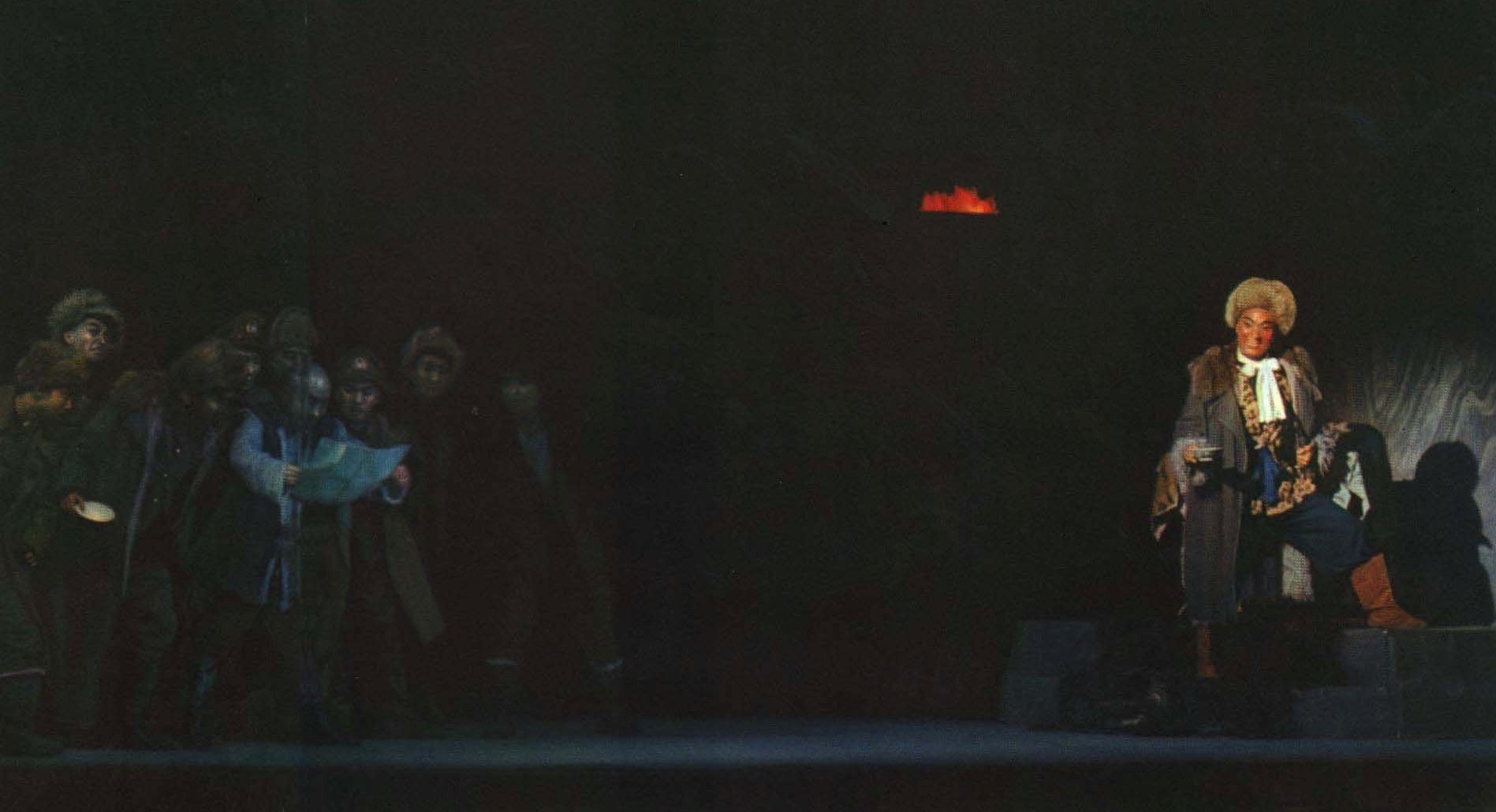
1967年智取威虎山
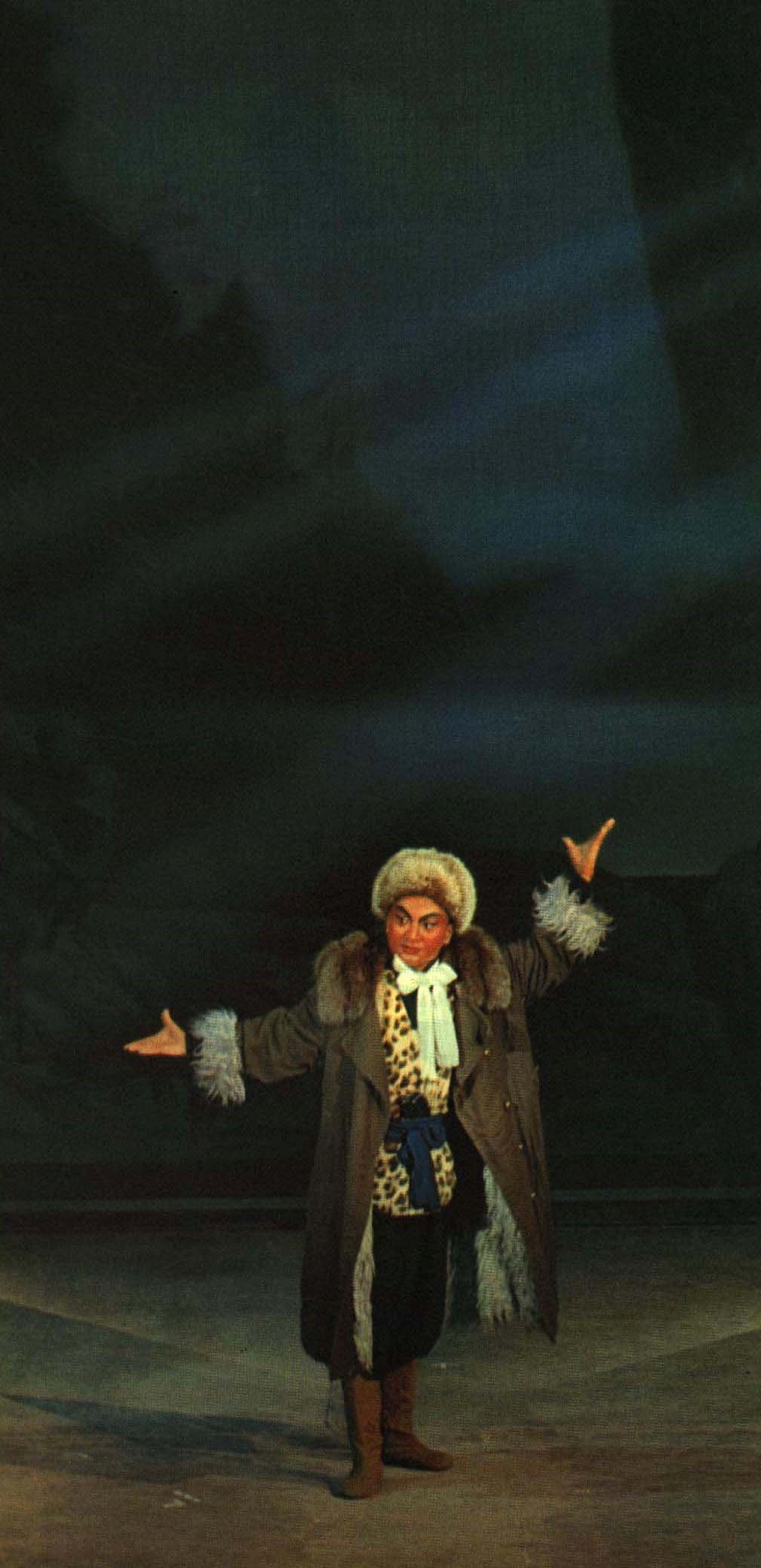
1967年 智取威虎山
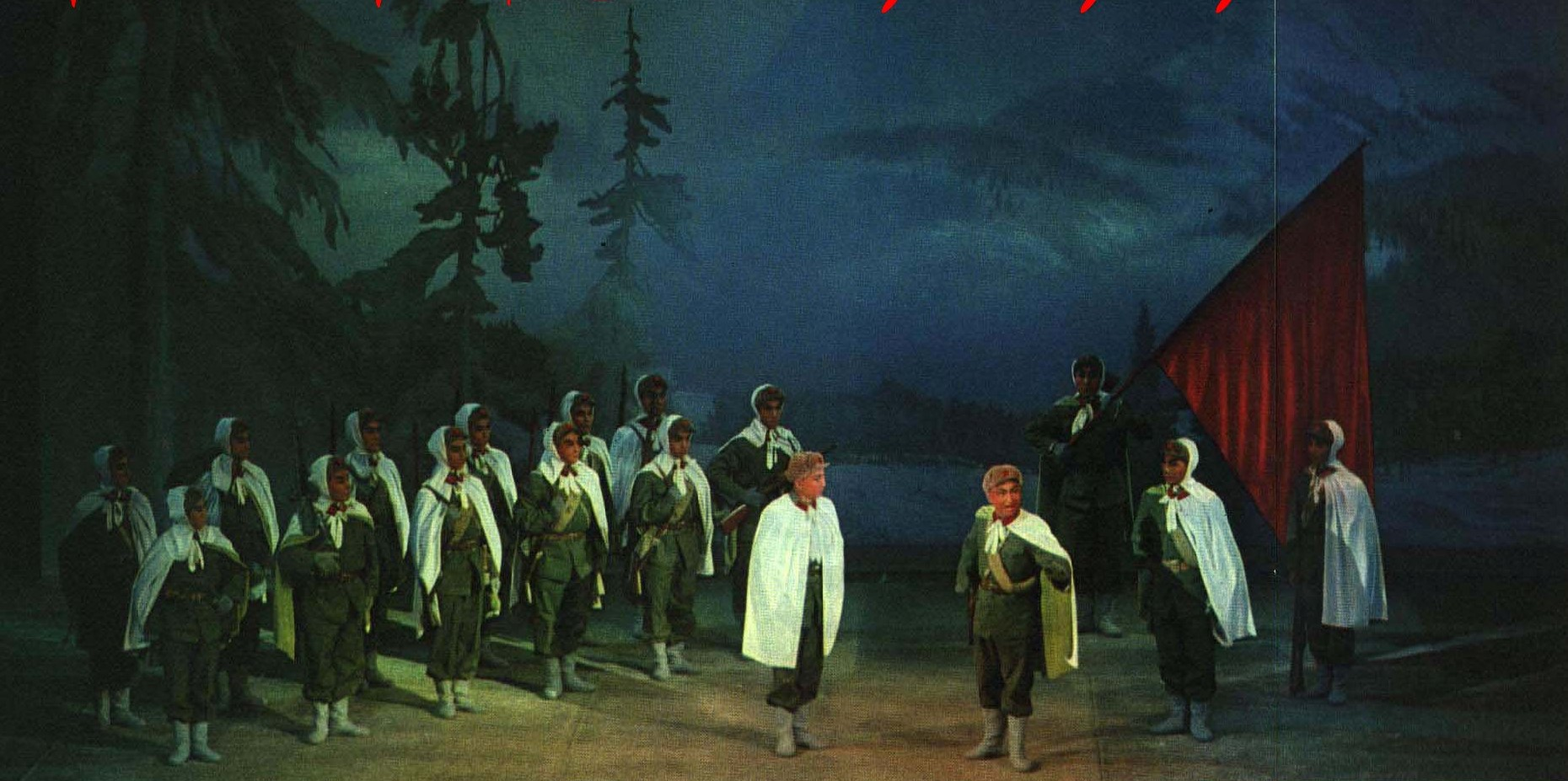
1967年 智取威虎山
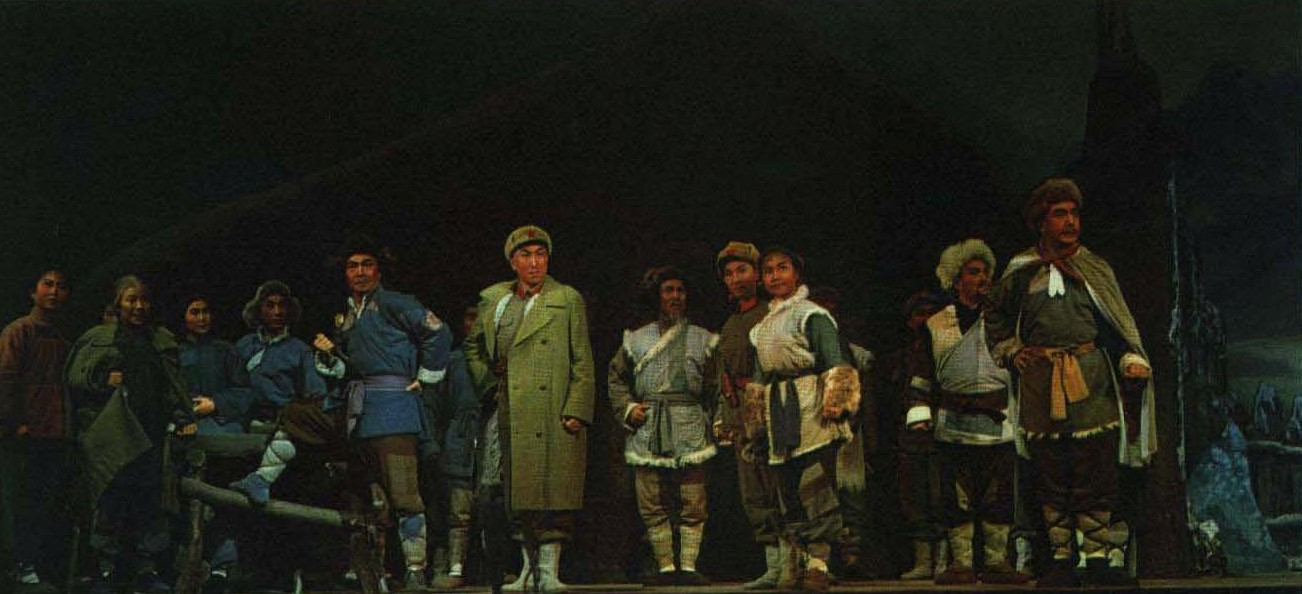
1967年 智取威虎山